# قائمة بحيرات تنزانيا

البحيرات الرئيسية على طول الوادي المتصدع العظيم

تقع تنزانيا في منطقة البحيرات الكبرى الأفريقية وتضم أكثر من 61 500 كم2 من المساحة السطحية التي تغطيها البحيرات. وهذا يشكل 6% من مساحة السطح الوطنية و 88% من هذه المساحة مغطاة بالبحيرات الثلاث الرئيسة. تُعد بحيرة فيكتوريا وبحيرة تنجانيقا جزءًا من البحيرتين الكبيرتين في الدولة، حيث تُعد بحيرة فيكتوريا أكبر بحيرة للمياه العذبة في إفريقيا وبحيرة تنجانيقا هي ثاني أعمق بحيرة في العالم.

## قائمة البحيرات
يسرد الجدول معلومات حول كل بحيرة: 
الاسم: كما هو مدرج من قبل لجنة التراث العالمي
مساحة السطح: مساحة سطح البحيرة (ملاحظة: تغير العديد من البحيرات مساحة سطحها باستمرار بناءً على الطقس)
الدول المتاخمة: الدول التي تمر حدودها عبر البحيرة
الوصف: وصف موجز للبحيرة
   بحيرة متنازع عليها "
| الاسم                  | الصورة | مساحة السطح               | الدول المتاخمة                                           | الوصف | المراجع       |
| ---------------------- | ------ | ------------------------- | -------------------------------------------------------- | --- | ------------- |
| بحيرة فيكتوريا         |        | 68,800 كـم2 (26,600 ميل2) | تنزانيا · كينيا · أوغندا                                 | بحيرة فيكتوريا هي أكبر البحيرات العظمى الإفريقية وهي أكبر بحيرة للمياه العذبة في إفريقيا. تعد البحيرة أيضًا ثاني أكبر بحيرة للمياه العذبة في العالم وتمتد عبر ثلاث دول. البحيرة هي الوحيدة التي تُستنزف من نهر النيل في جينجا.                                               | [ 3 ]         |
| بحيرة أمبوسيلي         |        | 189 كـم2 (73 ميل2)        | تنزانيا · كينيا                                          | بحيرة أمبوسيلي هي مساحة مائية موسمية يغذيها نهر نامانجا. تغطي في أقصى حجم لها 189 كم 2، مع 112 كم2 في تنزانيا وغالبية المنطقة (177 كم2في كينيا. | [ 4 ]         |
| بحيرة تنجانيقا         |        | 32,900 كـم2 (12,700 ميل2) | تنزانيا · جمهورية الكونغو الديمقراطية · بوروندي · زامبيا | بحيرة تنجانيقا هي بحيرة أفريقية كبيرة وهي ثاني أعمق بحيرة في العالم وثاني أكبر بحيرة من حيث الحجم. تقع البحيرة على حدود أربع دول وهي حيوية للتجارة و للمجتمعات التي تعيش على حول البحيرة. البحيرة هي موطن لأقدم عبّارة في العالم ، MV Liemba                                | [ 5 ]         |
| بحيرة نياسا            |        | 29,600 كـم2 (11,400 ميل2) | تنزانيا · ملاوي · موزمبيق                                | لتنزانيا أكثر من 800 كيلومتر من سواحل البحيرة. ومع ذلك، فإن الحدود مع ملاوي متنازع عليها، والبحيرة حاليًا ليست جزءًا كاملاً من تنزانيا. تُعرف البحيرة أيضًا باسم بحيرة ملاوي.                                                                                                   | [ 6 ] [ 7 ]   |
| بحيرة روكوا            |        | ~ 5,760 كـم2 (2,220 ميل2) | تنزانيا                                                  | بحيرة روكوا هي بحيرة حوض مغلق في وادي روكوا في جنوب غرب تنزانيا. البحيرة عبارة عن بحيرة قلوية وتقع على ارتفاع 800 متر على طول نظام الوادي المتصدع الكبير. . | [ 8 ]         |
| بحيرة إياسي            |        | 1,050 كـم2 (410 ميل2)     | تنزانيا                                                  | بحيرة إياسي هي بحيرة مالحة وحوض مغلق على طول نظام الوادي المتصدع الكبير. البحيرة لديها تقلبات موسمية دراماتيكية في المياه وتجف تقريبًا في موسم الجفاف. | .             |
| بحيرة النطرون          |        | 1,040 كـم2 (400 ميل2)     | تنزانيا                                                  | بحيرة النطرون هي بحيرة الملح والصودا. تقع البحيرة في إقليم أروشا بالقرب من جبل أولدوينيو لنغاي الشهير. تشتهر البحيرة بطبقتها القلوية الحمراء ويتذبذب الأس الهيدروجيني ما بين 10.5 و12.                                                                                     | [ 10 ]        |
| بحيرة مانيارا          |        | 470 كـم2 (180 ميل2)       | تنزانيا                                                  | بحيرة مانيارا هي بحيرة قلوية ضحلة في وادي صدع شرق إفريقيا وجزئيا داخل 127-ميل-مربع (330 كـم2) متنزه بحيرة مانيارا الوطني [الإنجليزية].يشكل جزءًا كبيرًا من المتنزه الوطني، ويغطي حوالي 89-ميل-مربع (230 كـم2) من المتنزه في موسم الأمطار، تتقلص بشكل ملحوظ في موسم الجفاف.   | [ 11 ]        |
| بحيرة بوريجي           |        | 70 كـم2 (27 ميل2)         | تنزانيا                                                  | تقع البحيرة في إقليم كاجيرا بشمال تنزانيا. يمتد طول البحيرة 18 كيلومترًا وهي ضيقة جدًا بحيث يكون الجانب الآخر مرئيًا دائمًا من جانب واحد. يقع جزء من البحيرة على طول محمية بوريجي للحياة البرية ولديها العديد من الحيوانات البرية التي تعيش حول البحيرة.                       | [ 12 ]        |
| بالانجيدا [الإنجليزية] |        | 33 كـم2 (13 ميل2)         | تنزانيا                                                  | بحيرة بالانجيدا هي بحيرة قلوية في فرع النطرون-مانيارا-بالانجيدا من صدع شرق إفريقيا في شمال وسط تنزانيا. | [ 4 ]         |
| بحيرة جيب              |        | 30 كـم2 (12 ميل2)         | تنزانيا · كينيا                                          | تقع بحيرة جيب في ولاية موانغا [الإنجليزية] في إقليم كليمنجارو على الحدود مع كينيا. تقع البحيرة بشكل رئيسي في كينيا وهي محمية على الجانب الكيني من قبل متنزه تسافو الغربية الوطني [الإنجليزية] وعلى الجانب التنزاني تقع بالقرب من محمية مكومازي للحياة البرية [الإنجليزية]. | [ 13 ] [ 14 ] |
| بحيرة باباتي           |        | 21 كـم2 (8.1 ميل2)        | تنزانيا                                                  | تقع بحيرة باباتي في ولاية باباتي في إقليم أروشا إلى الغرب من منتزه تارانجير الوطني [الإنجليزية]. تشتهر البحيرة بعدد كبير من فرس النهر. |               |
| بحيرة أمبوسيل          |        | 19 كـم2 (7.3 ميل2)        | تنزانيا                                                  | بحيرة أمبوسيل هي إحدى المسطحات المائية الأربعة في حوض بنجاني [الإنجليزية]. | [ 12 ]        |
| بحيرة شالا             |        | 4.2 كـم2 (1.6 ميل2)       | تنزانيا · كينيا                                          | بحيرة شالا هي بحيرة فوهية على حافة جبل كليمنجارو. البحيرة محاطة بحافة حفرة طولها 100 كيلومتر وهي موطن لبلطي بحيرة شالا المهدد بالانقراض. كانت البحيرة تحتوي على تماسيح النيل. ومع ذلك، فقد اعتبرت مصدر إزعاج للسكان المحليين وقُضي عليها بالكامل على مر السنين.             | [ 15 ]        |